# Carl Anton Vogt
Carl Anton Vogt (19. februar 1800 i København – 10. maj 1877 sammesteds) var en dansk officer.

## Treårskrigen
Han var søn af kontorist i Overformynderiet Peter Martin Vogt (1776-1850) og Cathrine Dorthee Elisabeth f. von Zülow (1774-1836). Han blev frikorporal og landkadet 1812, sekondløjtnant (med aldersorden fra 1816) i 1817, da han fik ansættelse ved 2. jyske infanteriregiment, senere ved Livregimentet, hvor han blev karakteriseret premierløjtnant 1828, virkelig 1831 og kaptajn 1838. I 1842 ansattes han som kaptajnvagtmester og garnisonsadjudant ved Københavns Fæstning og erholdt 1848 majors karakter. Han rykkede samme år i felten som kompagnikommandør ved 2. reservebataljon, men blev i maj året efter major og kommandør for 7. bataljon, hvilken han førte med dygtighed under Olaf Ryes tilbagetog og i slaget ved Fredericia. I vinteren 1849-50 var han pladsmajor i Københavns Fæstning, men fik derefter i juli 1850 befaling over ekspeditionen til Femern, ved hvilken lejlighed en del materiel erobredes. I august forlod han atter øen for at overtage kommandoen over 7. bataljon og ledede den 8. september en rekognoscering mod Norder- og Süderstapel, hvilken på grund af fjendens overlegenhed fik et mindre heldigt udfald. Under kampen ved Frederiksstad var han særdeles flink og bidrog med sin bataljon til, at stormen på Mølleskansen blev afslået. Han fik derefter oberstløjtnants karakter, hvilken grad han opnåede 1857, mens han i 1858 karakteriseredes som oberst. Vogt var 1840 blevet Ridder af Dannebrog og 1850 Dannebrogsmand og modtog kort efter Sværdordenen.

## 2. Slesvigske Krig
I april 1861 ansattes han som kommandant på Als, fik kort efter befalingen over 3. bataljon, blev ved mobiliseringen 1863 kommandør for 2. infanteribrigade og avancerede nogen tid efter til generalmajor. Det var hans brigade, som førte kampen ved Mysunde, og her udmærkede han sig ved roligt og besindigt mod, hvilke egenskaber han ligeledes lagde for dagen ved forsvaret i Dybbølstillingen, hvor han fra 9. marts førte befalingen over 1. infanteridivision og som sådan skiftevis med general Glode du Plat førte kommandoen i Sundeved. For sin virksomhed her benådedes han med Kommandørkorset af Dannebrog af 1. grad. Den 15. april overtog general Peter Frederik Steinmann atter befalingen over sin division, og Vogt blev da kommandør for 5. brigade, men fik efter general du Plats fald kommandoen over 2. division. I maj måned stilledes han til disposition og erholdt derefter ved hærreduktionen efter fredslutningen sin afsked fra krigstjenesten. Han henlevede sine sidste år i København og døde 10. maj 1877. Han var en sjælden elskværdig personlighed og overlod også sine underordnede den fornødne selvstændighed, hvorimod han selv erkendte ikke at have de fornødne egenskaber til at føre en større troppestyrke.
2. maj 1829 var han blevet gift i Garnisons Kirke med Nicoline Benthine Christiane Dahl, f. Eulertz (16. september 1796 i København – 21. oktober 1861 sammesteds), datter af løjtnant Eulert Nicolaj Eulertz (Eilertz) (ca. 1768-1810) og Rachel Christiane Mossin (ca. 1771-1850) og enke efter sadelmagermester, premierløjtnant i Københavns Brandkorps Niels Ludvig Dahl (ca. 1779-1827), som hun havde ægtet 1811.
Vogt er begravet på Garnisons Kirkegård.
Han er gengivet i et litografi af Em. Bærentzen & Co. 1853 efter tegning af L.A. Smith (Det Kongelige Bibliotek) og i blyantstegninger af Niels Simonsen (Det Nationalhistoriske Museum på Frederiksborg Slot). Akvarel af H.L. Galster 1859. Xylografi 1877 efter fotografi.